# CULEN
株式会社CULEN（カレン、英: CULEN Inc.）は、日本の芸能プロダクション。
「CULTURE&ENTERTAINMENT（カルチャーとエンターテインメント）」が社名の由来であり、公式サイトにてロゴと共に「CULTURE & ENTERTAINMENT」が表記されている。

## 沿革
2016年7月26日、ジャニーズ事務所を退社しフリーとなっていたSMAPの元チーフ・マネージャーであった飯島三智によって、ラオックスの支援を受けて設立。
2017年9月22日に公式サイトが公開され、元SMAPの稲垣吾郎、草彅剛、香取慎吾の3人の所属が発表された。同時に、3人の公式ファンサイト「新しい地図」も開設された。
2017年からは、YouTubeで、YouTuber草彅剛チャンネルが開設されたほか、2019年には稲垣のチャンネルも開設された。3人ともアメーバブログ上の投稿や、Twitter、Instagramといった、ジャニーズ事務所所属時代には行っていなかったSNSをフル活用する方針を採っている。
また、ジャニーズ事務所所属時代は同事務所の当時の方針によって、所属タレントが出演する番組の配信に制限をかけていたインターネットラジオradikoに対しても、CULEN移籍後の2017年10月以降はbayfm制作『ShinTsuyo POWER SPLASH』及び文化放送制作『編集長 稲垣吾郎』が、エリアフリー機能とタイムフリー機能に対応するようになった。

## 所属タレント
- 新しい地図
  - 稲垣吾郎
  - 草彅剛
  - 香取慎吾
- クルミ
- レオン
- 小澤竜心
- ヘイテツ

## ジャニーズ事務所からの圧力
2019年7月、ジャニーズ事務所がテレビ局に対し、新しい地図の3人を出演させないよう圧力をかけた疑いがあるとして、公正取引委員会は私的独占の禁止及び公正取引の確保に関する法律（独占禁止法）違反の恐れがあったとしてジャニーズ事務所に注意処分を下したことが明らかとなった。

### 注意処分を下した理由
ジャニーズ事務所に対しての注意処分の一連の流れを指揮していた当時の公正取引委員会杉本和行委員長は注意処分を下したことに関して、『今回注意を下した理由は、ジャニーズ事務所は「優越的地位の濫用」のおそれがあり、例えば「脱退したメンバーを番組に出演させたら、もうあなたの局には所属タレントを出しませんよ」と事務所が圧力をかけたとすると、事務所を独立した芸能人の方は自由な活動ができなくなる。これはマーケットパワーの強い事務所が、新規参入の事務所、あるいは個人の活動を制限する行為だ。つまり、市場において優越的地位にあるものが、自由な競争を阻害する行為となる。独禁法は独占することを禁じる、すなわち市場における公正で自由な競争を守るための法律だから、こうした圧力行為があるとすれば当然処分の対象になる。』と週刊文春の取材に答えた。

### 現在
3人はジャニーズ事務所退所後も「おじゃMAP!!」や「SmaSTATION」等といった地上波レギュラー番組に出演していたが、2019年3月までにすべて終了していた。
なお、インターネットではABEMAでのバラエティー番組「7.2 新しい別の窓」を2018年より放送している。
2022年4月9日からはNHKで「ワルイコあつまれ」がレギュラー放送されている。

## 新しい地図

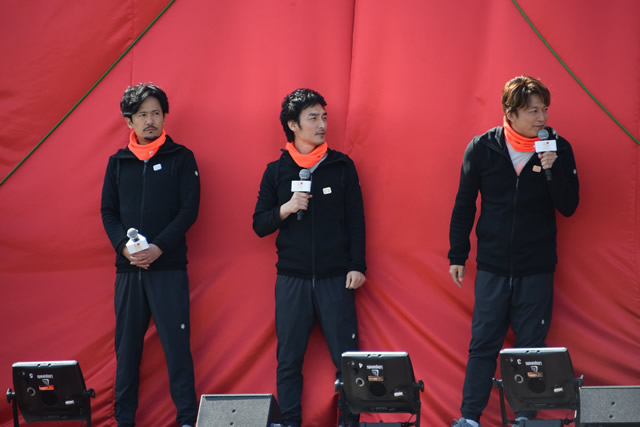
2018年3月4日、「パラ駅伝in TOKYO 2018」開会式での新しい地図（左から稲垣吾郎、草彅剛、香取慎吾）

新しい地図（あたらしいちず）は、稲垣吾郎・草彅剛・香取慎吾の3人のファンクラブ、および活動名義である。サイトは5か国語に対応しており、有料ファンクラブ「新しい地図 NAKAMA」（日本国内向け）、「新しい地図 NAKAMA WORLD MEMBER」（日本国外向け）への会員募集や3人にまつわる情報発信を行っている。同サイトの立ち上げと同時に、各SNSにも進出し、Facebook、Instagram、LINE、Twitter、微博（ウェイボー）、YouTubeの公式アカウントも開設された。サイト運営は委託運営先であるアルムが行っている。
2018年7月8日、配信限定シングル『雨あがりのステップ』の売上金の約2300万円を寄付、国際パラリンピック委員会公認の子ども向け教材「アイム ポッシブル」の世界各国への普及活動や国内の競技団体支援に役立てる。
2018年12月12日に配信された「#SINGING」から音楽活動名義が『新しい地図 join ミュージック』となる。
2020年4月27日、生きにくさを抱える女性や子ども、高齢者らを支援する基金を設立し、第1弾として、新型コロナウイルス対応に取り組む医療従事者らの支援を始める。「新しい地図」がプロジェクトに3千万円を拠出した。

### 概説
2017年9月22日、サービス開始。同日の朝日新聞、東京新聞の2紙に見開き30段の全面広告を掲載。広告にはファンサイトのURLと稲垣・草彅・香取の名前、そしてアートディレクター・佐野研二郎がデザインした3人の手書きによるロゴマークがプリントされた。URLにアクセスするとオリジナルムービーが再生される仕組みになっていた。広告は話題を呼び、ADC会員賞、TCC賞、ACC TOKYO CREATIVITY AWARDS、第66回朝日広告賞グランプリなどを受賞。2018年の広告賞を最も受賞した広告となった。
サービス開始より3日間で10万人の入会があった。
同年10月16日、映画『クソ野郎と美しき世界』の制作を発表し、同年11月2日から11月5日にかけて生配信された『72時間ホンネテレビ』内で「新しい地図」のロゴやムービー制作の裏側について話した場面があった。また、「新しい地図」とはあくまでファンサイトであり、基本的には個人で活動していく考えも話した。しかしながら、前述の通り正式なユニット名ではないものの、稲垣・草彅・香取の3人で歌唱する際の便宜上、提供楽曲のアーティスト名のクレジットが「新しい地図」とされ、3人のユニット名としても使われはじめている。
2018年9月29日に発表があった3人とワーナーミュージック・グループとの提携においても、所属事務所幹部によると「3人だけでなく、ユニットや個人での（音楽）活動もあり得る」と説明した。
2019年12月31日に放送した日本テレビのバラエティー番組「絶対に笑ってはいけない青春ハイスクール24時!」では3人そろって初となる、地上波キー局の番組に出演した。さらに翌年の2020年1月6日・7日では同じく日本テレビの情報番組「スッキリ」に3人揃って出演した。
2024年9月14日放送の日本テレビ「with MUSIC」に出演した。新しい地図始動後、初の3人揃っての音楽番組となる。

### 作品

#### 配信シングル
- 2024年7月現在、発表されてきた楽曲は全て配信限定となっており、CDでの発売は行っていない（『Join!』は唯一のCD形態であるが、これは新しい地図会員のみに配布されたもの）。

| # | 配信日         | タイトル           | レーベル                       |
| - | -------------- | ------------------ | ------------------------------ |
| - | 会員向け特典CD | Join!              | 新しい地図                     |
| 1 | 2017年12月24日 | 72                 | 新しい地図                     |
| 2 | 2018年3月19日  | 雨あがりのステップ | ワーナーミュージック・ジャパン |
| 3 | 2018年12月12日 | #SINGING           | ワーナーミュージック・ジャパン |
| 4 | 2019年5月27日  | 星のファンファーレ | ワーナーミュージック・ジャパン |
| 5 | 2022年3月6日   | 72かのナニかの何?  | ワーナーミュージック・ジャパン |
| 5 | 2022年3月6日   | だったらdance!!    | ワーナーミュージック・ジャパン |

#### 配信アルバム
| ＃ | 配信日       | タイトル                                                                       | 備考 |
| -- | ------------ | ------------------------------------------------------------------------------ | --- |
| 1  | 2018年4月5日 | クソ野郎と美しき世界 THE BASTARD AND THE BEAUTIFUL WORLD -Original Soundtrack- | 3人が出演した映画「クソ野郎と美しき世界」のサウンドトラックである。映画公開前の4月5日に、Amazon Music Unlimitedにて独占ストリーミング配信された。3人の楽曲は収録されていないが、稲垣のソロ曲や香取のソロ曲などが収録されている。 |

#### 未配信曲
| 年   | タイトル       | 提供                             | 初披露イベント                | 備考 |
| ---- | -------------- | -------------------------------- | ----------------------------- | --- |
| 2021 | シリシリダンス | Ionut Adrian Radu・Matei Vasiliu | 『NAKAMA to MEETING_vol.1.6』 | 原曲はマッテオ。元々は稲垣・草彅・香取の教育バラエティー『ワルイコあつまれ』で扱っていた曲である。それをひっぱり、「NAKAMA to MEETING_vol.1.6」で披露した。 |

#### 映像作品
|   | 受注受付期間            | DVD発売日 | BD発売日  | タイトル                                                   |
| - | ----------------------- | --------- | --------- | ---------------------------------------------------------- |
| 1 | 2018年1月31日 - 2月28日 | 2018年4月 | -         | 72時間ホンネテレビ 〜7.2時間にホンネでまとめちゃいました〜 |
| 2 | 2018年8月6日 - 9月9日   | 2018年9月 | 2018年9月 | クソ野郎と美しき世界 THE BASTARD AND THE BEAUTIFUL WORLD   |

#### 別名義作品
| ＃ | 配信日        | タイトル         | レーベル                       |
| -- | ------------- | ---------------- | ------------------------------ |
| 1  | 2023年5月17日 | ワルイコソーラン | ワーナーミュージック・ジャパン |

### タイアップ
| 曲名               | タイアップ                                               |
| ------------------ | -------------------------------------------------------- |
| 72                 | AbemaTV『72時間ホンネテレビ』テーマソング                |
| 雨あがりのステップ | パラスポーツ応援チャリティーソング                       |
| 72かのナニかの何?  | AbemaTV『7.2 新しい別の窓』テーマソング                  |
| #SINGING           | Amazon Music TVCMソング                                  |
| 星のファンファーレ | スマートフォン用ゲーム『星のドラゴンクエスト』応援ソング |
| だったらdance!!    | AbemaTV『7.2 新しい別の窓』テーマソング                  |

### 出演
メンバー個々の出演は、稲垣吾郎、草彅剛、香取慎吾を参照。
※はレギュラー番組。

#### テレビ番組
- NST新潟総合テレビ開局50周年特別記念番組『スポーツで開く新しい地図』（2018年9月28日、NST）[25]
- 略してブラリク（2018年12月1日・15日、RKBテレビ）[26]
- ワルイコあつまれ※（2021年9月13日・20日・2022年1月1日、2022年4月9日 - 2024年3月25日、NHK Eテレ / 2024年4月2日 - 2025年3月15日、NHK 総合＜再放送：NHK Eテレ＞）[27][28][29][30]

#### インターネット番組
- 『72時間ホンネテレビ』放送直前！稲垣・草彅・香取と7.2分でSNSを学ぼうSP（2017年10月28日、AbemaTV）[31]
- 72時間ホンネテレビ（2017年11月2日 - 11月5日、AbemaTV）[20]
  - 72時間ホンネテレビ『未公開シーン&トレンド入りの瞬間7.2時間で全部みせますSP』（2017年11月19日 - 11月20日、AbemaTV）[32]
- 27Hunホンノちょっとテレビ（2018年1月1日、AbemaTV）[33]
- 72Hunもうちょっとテレビ 〜香取慎吾バースデー特番〜（2018年1月30日 - 31日、AbemaTV）[34]
- 7.2 新しい別の窓※（2018年4月1日 - 2023年6月4日、AbemaTV）[34]
- 7.2 新しい別の窓「72分タクシー ～出発進行編～」（2023年7月30日、AbemaTV）[35]
  - 7.2 新しい別の窓「72分タクシー」（2023年8月20日、AbemaTV）[36]
- ななにー企画会議（2023年9月24日、AbemaTV）
- 【ななにー特番】番組が間に合いませんでした。（2023年10月29日、AbemaTV）
- ななにー 地下ABEMA※（2023年11月5日 - 、AbemaTV）[37]

#### CM
- みずほ銀行 ロト&ナンバーズ（2018年5月10日 - 2021年）[38][39]
- アマゾンジャパン「Amazon Music」（2018年12月12日 - 2019年）[11]
- スクウェア・エニックス『星のドラゴンクエスト』（2019年1月1日 - 6月30日）[40]
- サントリー『#素晴らしい過去になろう」シリーズ（2022年10月11日 - ）[41]

#### 映画
- クソ野郎と美しき世界（2018年4月6日）

#### 連載
- 地図を広げて（朝日新聞、2018年4月 - （毎月第1土曜夕刊→第1日曜朝刊））  - 3人が交代で連載を担当

### イベント
- GQ MEN OF THE YEAR 2017（2017年11月22日、東京アメリカンクラブ）
- パラ駅伝 in TOKYO
  - パラ駅伝 in TOKYO 2018（2018年3月4日、駒沢オリンピック公園陸上競技場）
  - パラ駅伝 in TOKYO 2019（2019年3月24日、駒沢オリンピック公園陸上競技場）
- ParaFes 2018～UNLOCK YOURSELF（2018年11月23日、武蔵野の森総合スポーツプラザ メインアリーナ）
  - ParaFes 2019 〜UNLOCK YOURSELF〜（2019年11月16日、武蔵野の森総合スポーツプラザ メインアリーナ）
- ドラクエの日 プロデューサー“ギガ”ミーティング（2019年5月25日、幕張メッセ７ホール）
- 東京2020パラリンピック1年前カウントダウンイベント（2019年8月25日、NHKホール）
- 氣志團万博2019 ～房総ロックンロール最高びんびん物語～（2019年9月15日、袖ケ浦海浜公園）
- 東京2020大会1周年記念～TOKYO FORWARD～（2022年8月24日、有明アリーナ）
  - TOKYO パラスポーツ FORWARD（2023年8月24日、都民ホール）
  - TOKYO パラスポーツ FORWARD（2024年9月22日、ベルサール秋葉原

#### 配信ライブ
- NAKAMA to MEETING_vol.1.5（2020年11月23日）[56]
- NAKAMA to MEETING_vol.1.6（2021年12月23日）[57]

### 受賞歴
GQ MEN OF THE YEAR
| 回     | 受賞部門             |
| ------ | -------------------- |
| 第12回 | インスピレーション賞 |

ビートたけしのエンターテインメント賞
| 回     | 受賞部門 |
| ------ | -------- |
| 第18回 | 話題賞   |

### 関連商品・専門店
書籍
- 『GQ JAPAN』1・2月合併号（2017年11月24日 / コンデナスト・ジャパン）[58]
  - 『GQ JAPAN』5月号（2018年3月24日　/ コンデナスト4ジャパン）
- 『週刊ザテレビジョン』お正月超特大号（2017年12月12日　/ KADOKAWA）
- 『月刊ザテレビジョン』新春特大号（2017年12月14日　/ KADOKAWA）
- 『JUNON』 2018年4月号（2018年2月23日　/ 主婦と生活社）
- 『FIGARO japon』5月号（2018年3月20日　/ CCCメディアハウス）
- 映画『クソ野郎と美しき世界』オフィシャルブック（2018年3月20日 / 宝島社）[59]
- 『日経エンタテインメント!』2019年7月号（2019年6月4日 / 日経BP）[60]
- 『Numéro TOKYO』2020年6月号特装版（2020年4月27日　/ 扶桑社）[61]
- 『週刊文春WOMAN』2022秋号（2022年9月21日 / 文藝春秋）
  - 『週刊文集WOMAN』2024年春号（2024年3月21日 / 文藝春秋）

食品・飲料
- ファミリーマート
  - 「CHI-ZU CAKE」（2019年3月発売）[62]
  - 「チーズケーキフラッペ」（2019年4月21日発売）

専門店
- クソ野郎と美しき世界 POP UP SHOP（2018年3月20日 - 4月20日）[63]

## 制作

### 映画
- クソ野郎と美しき世界（2018年4月6日）※制作会社は「新しい地図」名義
- ミッドナイトスワン（2020年9月25日）
- サバカン SABAKAN（2022年8月19日）

## 関連会社
CULENと同じく、飯島三智を代表取締役とする「株式会社 モボ・モガ」（木下グループ）が2017年（平成29）年4月3日に設立されている。事業内容は「イベント企画、衣類の企画および販売並びに飲食にまつわる業務」となっており、モボ・モガ名義でCULEN所属タレントの主演舞台が企画制作されている。